# Disney's Port Orleans Resort
Disney's Port Orleans Resort French Quarter en Disney's Port Orleans Resort Riverside zijn twee hotels in het Walt Disney World Resort in Lake Buena Vista, Florida, die worden beheerd door The Walt Disney Company.
De opening hiervan was op 28 juni 1988. Disney's Port Orleans Resort is een "Moderate" Resort, dit wil zeggen dat het tot de middelste prijsklasse behoort binnen Walt Disney World Resort. 
Disney's Port Orleans Resort is gethematiseerd in een stijl geïnspireerd door French Quarter.

## Eetgelegenheden
- Boatwright's Dining Hall - In het Riverside. Het restaurant serveert typische zuid-amerikaanse gerechten.

- Riverside Mill Food Court -In het Riverside. Pizza, hamburgers, kip vingers en ijs.

- River Roost - Lounge met livemuziek.

- Muddy Rivers - In het Riverside. Deze bar bij het zwembad serveert snacks en salades.

- Sassagoula Floatworks and Food Factory - In het French Quarter. Pizza, hamburgers etc.

- Mardi Grogs - De zwembadbar in het French Quarter.

- Scat Cat's Club - In het French Quarter. Loungebar met livemuziek en liveoptredens.